# پناهگاه صخره‌ای انبارگه
پناهگاه صخره‌ای انبارگه در شهرستان پل‌دختر، بخش مرکزی، دهستان جلوگیری، روستای ده بزرگ کرکی واقع شده و این اثر در تاریخ ۱۵ دی ۱۳۸۷ با شمارهٔ ثبت ۲۴۲۸۱ به‌عنوان یکی از آثار ملی ایران به ثبت رسیده است.